# Красногвардейский мост (Санкт-Петербург)
Красногварде́йский мост — пешеходный металлический балочный мост-теплопровод через канал Грибоедова в Адмиралтейском районе Санкт-Петербурга, соединяет Казанский и Спасский острова.

## Расположение
Расположен при слиянии каналов Грибоедова и Крюкова, вдоль чётной (восточной) набережной последнего между домами № 16 и 18. Образует единый архитектурный ансамбль с Пикаловым и Старо-Никольским мостами. Выше по течению находится Ново-Никольский мост, ниже — Пикалов мост.
Ближайшая станция метрополитена (1,3 км) — «Садовая».

## Название
Название известно с 1956 года и дано в честь 40-летия Петроградской Красной гвардии. 

## История
В 1820 году инженером Е. А. Адамом был составлен проект пешеходного висячего моста через Екатерининский канал против Никольского рынка. Несмотря на то, что проект был одобрен, из-за финансовых проблем мост не был построен.
Существующий мост был построен в 1956—1957 годах в связи с необходимостью прокладки здесь теплофикационных труб. Проект составлен в институте «Ленгипроинжпроект» инженером А. А. Куликовым и архитекторами П. А. Арешевым и В. С. Васильковским. Строительство вело СУ-3 треста Ленмостострой под руководством начальника управления С. Д. Иванова.
В 1970 году на мосту проводились работы по восстановлению позолоты «шишек» на гранитных обелисках. В 2010 году мост закрывался на реконструкцию теплотрассы. В 2014 году обелиски фонарей, составленные из трех гранитных блоков, заменены новыми — из цельного гранитного камня.

## Конструкция
Мост однопролётный металлический балочный. Сварное пролётное строение состоит из двух главных балок и двух вспомогательных двутавровых. Железобетонные, облицованные гранитом, устои выдвинуты в канал на 3,3 м. Устои расположены на свайных основаниях, состоящих из деревянных свай. Длина моста составляет 22,5 м, ширина — 4,5 м.
Мост предназначен для пешеходного движения. Покрытие прохожей части асфальтобетонное. Под прохожей частью уложены теплофикационные трубы. Перильное ограждение чугунное, рисунок схож с перильным ограждением набережной Фонтанки. Крайние секции перил заделаны в гранитный парапет устоев. При входах на мост установлены четыре гранитных обелиска с фонарями по типу фонарей на мостах Крюкова канала и низового участка канала Грибоедова. Входы на мост выполнены в виде раскрытых гранитных семиступенчатых лестниц.